# KF Vullnetari i UÇK-së
Klubi Futbollistik Vullnetari UÇK-së (kurz KF Vullnetari) ist ein Fußballverein in der Stadt Ferizaj, Kosovo. Der Verein spielt derzeit in der drittklassigen Liga e Dytë.

## Geschichte
Als der Fußballclub gegründet wurde, spielten hauptsächlich Mitarbeiter der kosovarischen Firma IMK-Industria Metalike e Kosoves in diesem Verein. Nach 1999 wurde der Vereinsname in KF Vullnetari i UÇK-së („Freiwillige der UÇK“) geändert.